# Likoma (oraș)
Likoma   este un oraș  în  Malawi, pe Insula Likoma din lacul Malawi. Este reședința  districtului  Likoma. Cea mai cunoscută atracție turistică din oraș este catedrala anglicană închinată sfântului Petru